# Elfrida
Az Elfrida germán eredetű női név, legvalószínűbb jelentése tündér + tanács, ez esetben az Alfréd névvel lenne azonos eredetű. A név első elemének jelentése lehet még nemes, a másodiké béke, oltalom, illetve erő.

## Rokon nevek
Effi, Ella, Frida

## Gyakorisága
Az 1990-es években szórványos név, a 2000-es években nem szerepel a 100 leggyakoribb női név között.

## Névnapok
- február 8.[2]
- augusztus 2.[2]

## Híres Elfridák, Effik
- Elfriede Jelinek írónő